# 蛍火の杜へ
『蛍火の杜へ』（ほたるびのもりへ）は、緑川ゆきによる日本の漫画作品、及び同作品を表題とした漫画短編集。
2011年2月24日発売の『LaLa』4月号にてアニメ映画化が発表された。緑川のアニメ化作品である『夏目友人帳』と同様のスタッフが担当した。

## 概要
- 漫画作品は、2002年に『LaLa DX』（白泉社）7月号に掲載された読み切り作品。
- 漫画短編集は、表題作を含む読み切り作品4作品を収録。
  - 花唄流るる - 『LaLa』2003年4月号に掲載
  - 蛍火の杜へ
  - くるくる落ち葉 - 『LaLa DX』2002年11月号に掲載
  - ひび、深く- 『LaLa』2003年1月号に掲載
- 2011年9月5日発売の『愛蔵版 蛍火の杜へ』には書き下ろし短編と読みきり短編2編を新たに収録[3]。
  - 体温のかけら 『LaLa』2003年8月号
  - 星も見えない 『LaLa DX』2005年3月号
  - 蛍火の杜へ 特別編（描き下ろし）

## あらすじ
祖父の家へ遊びに来ていた6歳の少女・竹川蛍は、妖怪が住むという『山神の森』に迷い込み、人の姿をしたこの森に住む者・ギンと出会う。人に触れられると消えてしまうというギンに助けられ、森を出ることができた蛍は、それから毎年夏ごとにギンの元を訪れるようになる。

### 短編集収録作品
花唄流るる
誰もいないはずの旧校舎からギターの音色が聞こえることに気づいた島。旧校舎の一室を覗くと、素行が悪いと恐れられている同級生の男子生徒・藤村が先輩の野口美可子にギターを教えていた。2人は幼馴染みで、藤村は野口に片思いしていることを知った島は、自分も藤村にギターを教わり、やがて好意を抱くようになっていく。
くるくる落ち葉
煙巻椿は、資産家の御曹司・霧里楓と家が隣同士で幼馴染み。幼い頃、楓が誘拐されそうになった現場に居合わせた椿は、それ以来、忍者のように彼を守り続けてきた。だが2人は成長し、楓がもう自分に守られる存在ではないと気づいた椿は、自分が楓の傍にいるための理由を探して悩む。
ひび、深く
仲の良い兄妹だった蒼と律。離婚した両親に別々に引き取られていたが、両親が復縁し、8年ぶりに再び一緒に暮らすことになる。しかし既に高校生になっていた2人は、昔と同じ｢兄妹｣でいられなくなっていることに気付く。

## 登場人物
竹川 蛍（たけがわ ほたる）
声 - 佐倉綾音
本作の主人公。
毎年夏休みに祖父の家に遊びに来ていたが、6歳のとき妖怪が住むと言われている山神の森で迷子になってしまう。出口が見つからず泣き出してしまったところでギンと出会い、森の出口まで連れていってもらう。その後、毎年、毎日のようにギンに会いに森へ遊びに行くようになり、いつしか彼に恋心を抱くようになる。蛍のことを想ったギンに自分のことを忘れるようにと諭されたが、それをやんわりと否定した。
高校生の夏、ギンに誘われて夏祭りに出かけるが、そこで誤って人間に触れてしまった彼にやっと触れることができると言われ抱きしめ合い、彼を見送った。
愛蔵版の書き下ろし特別編ではプリンを作ってギンにあげている。
ギン
声 - 内山昂輝
蛍が山神の森で出会った銀髪で面をつけた少年。
高校生のような見た目をしているが、成長は人間よりもずっと遅く、蛍が高校生になっても彼の姿はほとんど変わらない。妖怪でも人間でもない存在で、人に触れると消えてしまう。
元は人の子だったが赤ん坊の頃森に捨てられ、それを憐れんだ山神の妖術で生かしてもらっているという。蛍だけでなく森に住む他の妖怪からも慕われている。
毎日のように森へ来る蛍と徐々に仲を深めていく。飛びつきそうになるという蛍の言葉に「本望だ」と返すなど彼女に想いを寄せている様子だが、高校生になった彼女に自分の素性を話し、自分のことを忘れるよう諭した。
その夏蛍と妖怪の夏祭りにデートに行き、「離れたくない」という彼女に自分の面をあげ、面越しにキスをした。しかし、転びそうになった子供をとっさに腕をつかんで助けたところ、彼が迷い込んできた人間だったため、体が消えていってしまう。ギンは蛍に「やっとお前に触れられる」と言い、最初で最後の抱擁を交わした。
愛蔵版の書き下ろし特別編ではプリンのお礼に柿を蛍にあげようと奮闘する。

## 書誌情報
- 緑川ゆき 『蛍火の杜へ』 白泉社〈花とゆめコミックス〉全1巻、2003年7月10日初版発行、ISBN 4-592-17890-4[1]
- 緑川ゆき 『愛蔵版 蛍火の杜へ』白泉社〈花とゆめコミックス スペシャル〉全1巻、2011年9月5日、ISBN 978-4-592-19840-6

## 劇場版アニメ
2011年9月17日にシネ･リーブル池袋ほか全8スクリーンでレイトショー公開の、44分ほどの中編作品となるファンタジー・アニメ恋物語。大森貴弘監督をはじめブレインズ・ベースの『夏目友人帳』スタッフが製作を手がけている。また、Blu-ray/DVDのCMでは、その『夏目友人帳』のニャンコ先生（声 - 井上和彦）がナレーションを担当している。
キャッチコピーは「緑川ゆき原作、『夏目友人帳』のスタッフが贈る、もうひとつの妖奇譚」。

### キャスト
- ギン - 内山昂輝
- 竹川蛍 - 佐倉綾音
- 祖父 - 辻親八
- 母 - 沢田泉
- 亮太 - 田谷隼
- 影 - 山本兼平
- ブナの手 - 町田政則
- 獅子 - 後藤ヒロキ
- お面の子供・弟 - 今井麻美
- お面の子供・姉 - 内田愛美
- 祭り客の子供 - 田代久美子

### スタッフ
- 原作 - 緑川ゆき
- 監督・脚本 - 大森貴弘
- キャラクターデザイン・作画監督 - 高田晃
- 美術 - 渋谷幸弘
- 色彩設計・色指定・検査 - 宮脇裕美
- 撮影 - 田村仁
- 編集 - 関一彦
- 音楽 - 吉森信
- プロデューサー - 横山朱子、菅原弘文、三宅将典、京谷知美
- アニメーションプロデューサー - 佐藤由美
- アニメーション制作 - ブレインズ・ベース
- 製作 - 「蛍火の杜へ」製作委員会（アニプレックス、白泉社、NAS、テレビ東京）
- 配給 - アニプレックス、NAS

### 主題歌
エンディングテーマ「夏を見ていた」
作詞・作曲・編曲 - 吉森信 / 歌 - おおたか静流

### テレビ放送
| 放送地域 | 放送局       | 放送期間      | 放送日時                 | 放送区分 | 備考                                       |
| -------- | ------------ | ------------- | ------------------------ | -------- | ------------------------------------------ |
| 東京都   | TOKYO MX     | 2013年1月1日  | 火曜 20時00分 - 20時50分 | 独立局   | 新年企画！                                 |
| 日本全域 | AT-X         | 2013年8月4日  | 日曜 22時00分 - 23時00分 | CS放送   | リピート放送あり                           |
| 日本全域 | アニマックス | 2017年2月19日 | 日曜 22時30分 - 23時25分 | BS放送   |                                            |
| 日本全域 | BSジャパン   | 2018年8月15日 | 水曜 00時00分 -          | BS放送   | 「夏目友人帳」アニメ化10周年記念スペシャル |

### 受賞歴
- Scotland Loves Animation 2011 審査員賞
- 第66回毎日映画コンクールアニメーション映画賞[6]